# Annapia Gandolfi
Annapia Gandolfi est une fleurettiste italienne née le 24 juin 1964 à Pise.

## Carrière
À partir de 1998, Annapia Gandolfi s'entraîne à Milan auprès d'autres fleurettistes, telles que Diana Bianchedi, Margherita Zalaffi ou encore Dorina Vaccaroni.
La fleurettiste italienne participe à l'épreuve de fleuret par équipe lors des Jeux olympiques d'été de 1988 à Séoul et remporte la médaille d'argent avec Lucia Traversa, Francesca Bortolozzi-Borella, Dorina Vaccaroni et Margherita Zalaffi, après deux matchs gagnés contre les Coréennes (9-4) et les Hongroises (9-3). C'est un moment clé pour le fleuret dame italien, puisqu'il s'agit de la première médaille olympique depuis le bronze de Camber, Cesari, Colombetti, Pasini et Ragno en 1960 à Rome.
Elle termine vingt-septième dans l'épreuve individuelle de fleuret[réf. nécessaire].

## Palmarès
- Jeux olympiques
  -  Médaille d'argent par équipes aux Jeux olympiques d'été de 1988 à Séoul

- Championnats du monde
  -  Médaille d'argent par équipes aux championnats du monde 1986 à Sofia
  -  Médaille de bronze par équipes aux championnats du monde 1987 à Lausanne

- Universiades
  -  Médaille d'or par équipes à l'Universiade d'été de 1985 à Kobe
  -  Médaille d'or par équipes à l'Universiade d'été de 1987 à Zagreb
  -  Médaille d'argent en individuel à l'Universiade d'été de 1987 à Zagreb[4]

- Championnats d'Italie
  -  Médaille d'argent en individuel aux championnats d'Italie 1984